# Torpedvägg

Torpedvägg i en bil illustrerad av den röda linjen

Torpedvägg (bildligt av torpedskott) kallas avbalkningen mellan motorrummet och kupén i en personbil. Torpedväggen är i samtliga moderna bilar klädd med ljuddämpande material för att minska motorbullret i kupén.